# Glaucopsyche alluaudi
Glaucopsyche alluaudi is een vlinder uit de familie van de Lycaenidae. De wetenschappelijke naam van de soort is voor het eerst geldig gepubliceerd in 1922 door Oberthür.